# Hypocystina
De Hypocystina zijn een subtribus van vlinders van de geslachtengroep Satyrini in de onderfamilie Satyrinae. De wetenschappelijke naam van de subtribus werd voor het eerst geldig gepubliceerd in 1968 door Miller. De geslachten van deze subtribus werden door Peña et al. in 2006 in de subtribus Coenonymphina Tutt, 1896 geplaatst. Het overzicht in dit artikel volgt echter het recentere overzicht van de Nymphalidae Systematics Group, dat op het werk van Peña voortborduurt maar waarin die samenvoeging weer ongedaan is gemaakt.

## Geslachten
- Hypocysta Westwood, 1851
- Altiapa Parsons, 1986
- Argynnina Butler, 1867
- Argyronympha Mathew, 1886
- Argyrophenga Doubleday, 1845
- Dodonidia Butler, 1884
- Erebiola Fereday, 1879
- Erycinidia Rothschild & Jordan, 1905
  - = Pieridopsis Rothschild & Jordan, 1905
- Geitoneura Butler, 1867
- Harsiesis Fruhstorfer, 1911
- Heteronympha Wallengren, 1858
  - = Hipparchioides Butler, 1867
- Hyalodia Jordan, 1924
- Lamprolenis Godman & Salvin, 1881
- Nesoxenica Waterhouse & Lyell, 1914
  - = Xeniconympha Novicki, 1923
- Oreixenica Waterhouse & Lyell, 1914
- Paratisiphone Watkins, 1928
- Percnodaimon Butler, 1876
- Platypthima Rothschild & Jordan, 1905
- Tisiphone Hübner, 1819
  - = Xenica Westwood, 1851
- Zipaetis Hewitson, 1863